# The Strumbellas
The Strumbellas, auch kurz Bellas genannt, sind eine sechsköpfige kanadische Folkpopband aus Toronto.

## Bandgeschichte
Gegründet wurde die Band 2008 vom Sänger und Songschreiber Simon Ward. Er hatte als Musiker in der kanadischen Kleinstadt Lindsay begonnen, bevor er sich mit fünf anderen Musikern zu den Strumbellas zusammenschloss und nach Toronto ging. Ein Jahr später gaben sie ihre erste selbstproduzierte EP mit dem Bandnamen als Titel heraus. Danach dauerte es drei Jahre bis zu ihrem ersten Album My Father and the Hunter. Es brachte ihnen viel Beachtung und eine Nominierung für einen Juno Award in der Kategorie Roots & Traditional Album. 2014 erschien das Nachfolgealbum We Still Move on Dance Floors beim Label Six Shooter Records. Damit wurden sie erneut nominiert und gewannen diesmal auch den Juno Award. Sie waren mit dem Album auch über die Landesgrenzen hinaus erfolgreich und konnten sich in den Top 10 der US-Bluegrass-Charts platzieren.
Beim Label Glassnote Records erschien im Frühjahr 2016 das dritte Album Hope, mit dem sie in den USA erstmals in die offiziellen Charts kamen. Es war in Zusammenarbeit mit dem US-Produzenten Dave Schiffman entstanden. Der große internationale Durchbruch kam aber mit der Single Spirits. In Europa konnte sich das Lied vor allem in den deutschsprachigen Ländern und in Italien in den Top 20 der offiziellen Charts platzieren. In den USA erreichte es Platz 1 bei den Modern Rock Tracks.
2022 zog sich Simon Ward, der unter Angststörungen und Depressionen litt, von der Frontrolle zurück. Für ihn übernahm Jimmy Chauveau (zuvor bei den Bands Ascot Royals und Kadeema) als Sänger.

## Mitglieder
- Jimmy Chauveau, Sänger und Gitarrist (ab 2022)
- David Ritter, Keyboarder und Sänger
- Jon Hembrey, Leadgitarre
- Isabel Ritchie, Violinistin
- Darryl James, Bassist
- Jeremy Drury, Schlagzeuger

Ehemaliges Mitglied
- Simon Ward, Sänger und Gitarrist (bis 2022)

## Diskografie
Alben
- The Strumbellas (EP, 2009)
- My Father and the Hunter (2012)
- We Still Move on Dance Floors (2014)
- Hope (2016)
- Rattlesnake (2019)
- Part Time Believer (2024)

Singles
- Sheriff (2012)
- Sailing (2014)
- Spirits (2016) (UK: Silber, US: Gold)
- Young & Wild (2017)
- Salvation (2018) (CA: Gold)
- Running Scared (2019)
- I’ll Wait (2019)

- Greatest Enemy (2021)
- Hold Me (2023)
- Running Out of Time (2023)
- Hard Lines (2025)

## Auszeichnungen für Musikverkäufe
| Goldene Schallplatte - Belgien - 2016: für die Single Spirits - Brasilien - 2024: für die Single Spirits - Frankreich - 2017: für die Single Spirits - Kanada - 2024: für das Lied We Don’t Know - Südafrika - 2018: für die Single Spirits | 3× Platin-Schallplatte - Italien - 2017: für die Single Spirits |

Anmerkung: Auszeichnungen in Ländern aus den Charttabellen bzw. Chartboxen sind in ebendiesen zu finden.
| Land/RegionAuszeichnungen für Musikverkäufe (Land/Region, Auszeichnungen, Verkäufe, Quellen) | Silber  | Gold     | Platin       | Verkäufe | Quellen             |
| -------------------------------------------------------------------------------------------- | ------- | -------- | ------------ | -------- | ------------------- |
| Belgien (BRMA)                                                                               | —       | Gold1    | —            | 15.000   | ultratop.be         |
| Brasilien (PMB)                                                                              | —       | Gold1    | —            | 30.000   | pro-musicabr.org.br |
| Deutschland (BVMI)                                                                           | —       | —        | Platin1      | 400.000  | musikindustrie.de   |
| Frankreich (SNEP)                                                                            | —       | Gold1    | —            | 66.666   | snepmusique.com     |
| Italien (FIMI)                                                                               | —       | —        | 3× Platin3   | 150.000  | fimi.it             |
| Kanada (MC)                                                                                  | —       | 2× Gold2 | 6× Platin6   | 560.000  | musiccanada.com     |
| Südafrika (RISA)                                                                             | —       | Gold1    | —            | 10.000   | risa.org.za         |
| Vereinigte Staaten (RIAA)                                                                    | —       | Gold1    | —            | 500.000  | riaa.com            |
| Vereinigtes Königreich (BPI)                                                                 | Silber1 | —        | —            | 200.000  | bpi.co.uk           |
| Insgesamt                                                                                    | Silber1 | 7× Gold7 | 10× Platin10 |          |                     |

## Künstlerauszeichnungen
- Juno Awards 2014: Roots & Traditional Album of the Year (We Still Move on Dance Floors)
- CBC Music’s Rising Star
- Juno Awards 2017: Single of the Year (Spirits)